# Кутузовська (станція метро)
55°44′24″ пн. ш. 37°32′06″ сх. д. / 55.74000° пн. ш. 37.53500° сх. д.
«Куту́зовська» (рос. Кутузовская) — станція Філівської лінії Московського метрополітену. Розташована між станціями «Студентська» і «Філі». 
Була відкрита 7 листопада 1958 у складі черги «Київська» — «Кутузовська».
Отримала назву по Кутузовському проспекту, під яким і розташована.

## Вестибюлі та пересадки
Станція має два вестибюлі у вигляді засклених павільйонів по обидві сторони Кутузовського проспекту, вони ж є переходом між платформами.
- Станцію МЦК  Кутузовська
- Станцію МЦД  Кутузовська
- Автобуси: м2, м7, 116, 157, 239, 297, 474, 840, т34, н2

## Оздоблення
В оздобленні вестибюля використані керамічна плитка і кольоровий пластик. Платформа покрита асфальтом.

## Технічна характеристика
Конструкція станції — наземна відкрита з береговими платформами. Споруджена за типовим проектом.
Одна з шести станцій в Московському метрополітені (після «Олександрівський сад», «Зябликово», «П'ятницьке шосе», «Міжнародної» і «Виставкової») станція з платформами на дузі. Має максимальний серед всіх станцій Московського метрополітену похил колій.

## Колійний розвиток
Станція без колійного розвитку.